# 中園正樹
中園正樹（なかその まさき、1942年〈昭和17年〉1月6日 - 2018年〈平成30年〉12月25日）は、日本の建築家。株式会社松田平田設計 前・代表取締役社長。妻は女優の日色ともゑ。兵庫県出身。
2018年12月25日、がん闘病の末、76歳没。

## プロフィール
- 最終学歴：1964年 武蔵工業大学工学部建築学科卒業[2]
- 業歴 ：1964年 株式会社松田平田設計入社、1995年 株式会社松田平田設計 代表取締役社長に就任後、2018年12月6日付で最高顧問となった[2]。
- 審査員：2002年 第9回空間デザインコンペティション審査委員長、2002年 第15回村野藤吾賞選考委員

## 主な受賞歴
- 茨城県庁　2000年建築業協会賞(BCS賞) 受賞
- 横浜国際競技場　1999年日本建築学会賞(業績賞) 受賞